# 达妮埃拉·卡拉卡斯
达妮埃拉·卡拉卡斯·冈萨雷斯（西班牙語：Daniela Caracas González；1997年4月25日—），哥伦比亚女子足球运动员，司职中后卫，目前效力于皇家西班牙人体育俱乐部和哥伦比亚国家女子足球队。她曾代表哥伦比亚参加2024年夏季奥林匹克运动会女子足球比赛。